# Millimeter Quecksilbersäule
Der Millimeter Quecksilbersäule (offiziell ohne Bindestrich geschrieben, aber auch mit Bindestrich, Einheitenzeichen: mmHg) ist eine Maßeinheit des Drucks. Seine Definition ist eng mit der des Torr verknüpft, beide Einheiten werden teilweise als identisch angesehen.
Die Millimeter Quecksilbersäule entspricht dem statischen Druck, der von einer Quecksilbersäule von 1 mm Höhe erzeugt wird. Die Einheit gilt als veraltet, ist aber in den Mitgliedstaaten der Europäischen Union und der Schweiz noch für den Anwendungsbereich „Blutdruck und Druck anderer Körperflüssigkeiten“ als gesetzliche Einheit zulässig und findet in der medizinischen Praxis Verwendung.

## Definition
Der Millimeter Quecksilbersäule wurde ursprünglich als der hydrostatische Druck definiert, der von einer Quecksilbersäule von 1 mm Höhe bei 0 °C und unter Normfallbeschleunigung erzeugt wird. Später wurde er in ein festes Verhältnis mit der SI-Einheit Pascal gesetzt.
Die gesetzliche Definition in der EU und der Schweiz lautet:
{\displaystyle \mathrm {1\;mmHg=133{,}322\;Pa} }.
Die so definierte Einheit wird auch in Abgrenzung zu anderen Definition als „konventioneller Millimeter Quecksilbersäule“ bezeichnet.

## Verhältnis zum Torr
Legt man das durch sein Verhältnis zum Normaldruck definierte Torr zugrunde, ergibt sich ein Verhältnis:
{\displaystyle \mathrm {1\;Torr=1{,}0000027\,...\;mmHg} }
Damit können das Torr und der konventionelle Millimeter Quecksilbersäule in der Praxis als identisch angesehen werden.

## Herleitung
Der Druck, den eine Säule Quecksilber ausübt, hängt aufgrund der Beziehung {\displaystyle p=\rho \;g\;h} von der Dichte {\displaystyle \rho } des Quecksilbers und der Fallbeschleunigung {\displaystyle g} ab. Mit der Normfallbeschleunigung {\textstyle g=9{,}806\,65\;\mathrm {\frac {m}{s^{2}}} } liegt der Definition des Millimeter Quecksilbersäule ein Wert von
{\displaystyle \mathrm {\rho ={\frac {133{,}322\;Pa}{9,806\,65\,m/s^{2}\cdot 1\;mm}}=13{,}595\,06\,...\;g/cm^{3}} }
zugrunde. Dieser Wert stimmt mit dem zu 0 °C gehörenden Tabellenwert der Quecksilberdichte von 13,5951 g/cm3  im Rahmen der Rundung überein.

## Verwendung und Geschichte
Die Einheit war früher unter anderem in der Physik und der Meteorologie (Luftdruck) gebräuchlich. Die Definition der Normaldrucks von 101 325 Pa basiert auf dem zuvor gebräuchlichen Wert von 760 mmHg.
In Deutschland und Österreich ist der konventionelle Millimeter Quecksilbersäule seit 1. Januar 1978 nicht mehr allgemein zulässig.
Drücke von Körperflüssigkeiten dürfen in der Medizin weiterhin in mmHg angegeben werden. Ein arterieller Blutdruck nach Riva-Rocci von RR 120/80 mmHg (gesprochen „120 zu 80“) entspricht etwa einem systolischen Druck von 16 kPa (oder 160 mbar bzw. hPa) und einem diastolischen Druck von 10,6 kPa (oder 106 mbar bzw. hPa), wobei hier nicht der absolute, sondern der relative Druck (gegenüber dem Luftdruck) gemeint ist. Der venöse Blutdruck beim Menschen ist kleiner (→ venöse Hypertonie).
In der Schweiz wird die Einheit cmHg (Zentimeter Quecksilbersäule) für quantitative Angaben zur Vakuumbremse bei Eisenbahnen verwendet.
Früher wurden auch die Zeichen mmHg und mmQS bzw. mmQS benutzt.